# 인텔리안 테크놀로지스
2004년 설립된 인텔리안테크놀로지스는 선박용 위성 안테나 시스템의 글로벌 선도 기업으로, C/X/Ku/Ka/L-Band 등을 망라하는 최첨단 RF 및 안테나 기술과 혁신적인 위성통신기술을 보유하고 있으며, 해상, 육상에서 위성 통신 안테나 시스템(VSAT), 위성 TV 안테나, 인마샛 FleetBroadband, 인마샛 GX 터미널 등을 제조 판매하는 대한민국의 중소기업이다.

## 개요
세계 1위의 위성 통신 사업자인 인마샛(Inmarsat)의 차세대 초고속 위성 서비스인 Global XpressⓇ의 개발, 제조 파트너로 선정된 인텔리안은 전체 임직원 중 30% 이상이 연구개발 인력이며, 매년 매출액 대비 20% 이상을 연구개발에 꾸준히 투자하고 있다. 또한 산업통상자원부 선정 세계 일류상품 및 우수 제조기술 연구센터로 인증 받았으며, 그 기술력 및 성장 가능성을 인정받아 월드 클래스300 업체로 선정되었고, 엄격하고 까다로운 기준의 미국 국방부에 납품하는 등 세계 1위의 기술력을 검증 받은 선박용 위성 안테나 전문 기업이다.
부산, 미국, 영국, 네덜란드 등의 주요 물류 거점지역에 물류창고를 보유하고 있어 전세계 어느 지역에서도 빠른 배송이 가능하고, 400여 대리점의 글로벌 네트워크를 통하여 6대륙 60여개국에 제품을 수출하고 있다.
10개 해외 지사 및 사무소의 기술 지원 네트워크를 통하여 전세계 어느 지역에서도 구매, 수리 및 기술 지원이 가능하고, 서포트 파트너를 대상으로 정기적인 기술교육 프로그램을 운영하며 최상의 서비스를 제공하고 있다.
전세계 선사, 해운업체, 해양 플랜트 업체, 조선, Oil&Gas, 고부가가치 선박, 크루즈, 고급 대형 보트, 상선, 어선, 각국 해군, 위성통신 서비스 사업자, 해양 전자장비 업체 및 방위산업체 등의 고객사를 보유하고 있는 인텔리안은 혁신적인 기술력과 시장에 대한 자신감을 바탕으로 업계 최초 3년 제품 보증기간을 제공하고 있으며, 혁신적인 신기술 개발 및 특허를 통해 빠른 성장과 안정적 제품 공급으로 전세계 선박용 안테나 업계를 선도해 나아가고 있다.

## 연혁
- 2016년 6월 월드클래스 300 기업 선정
- 2016년 3월 싱가포르 법인 설립 (Boonlay, Singapore)
- 2016년 12월 세계일류상품 및 세계일류상품생산기업 선정 (VSAT)
- 2016년 7월 국민은행 KB Hidden Star 500 선정
- 2016년 5월 해외조달시장 진출기업(G-PASS 기업) 지정
- 2016년 3월 판교 사무소 확장 이전 (R&D 제2연구소 신설)
- 2016년 2월 해양 위성 통신 안테나 시장 점유율 세계 1위

## 같이 보기
- 한화시스템

## 참고 문헌
- 인텔리안테크, '해 뜨기 전이 가장 춥다' 목표가 86,000원 - 신한투자증권, 2024-04-11